# Hedgewars
Hedgewars — свободная компьютерная игра в жанре пошаговой стратегии, артиллерии. Существуют версии для FreeBSD, Linux, Windows и Mac OS X. Портирована под iOS и Android (альфа-версия). Разрабатывается сообществом добровольцев.

## Игровой процесс

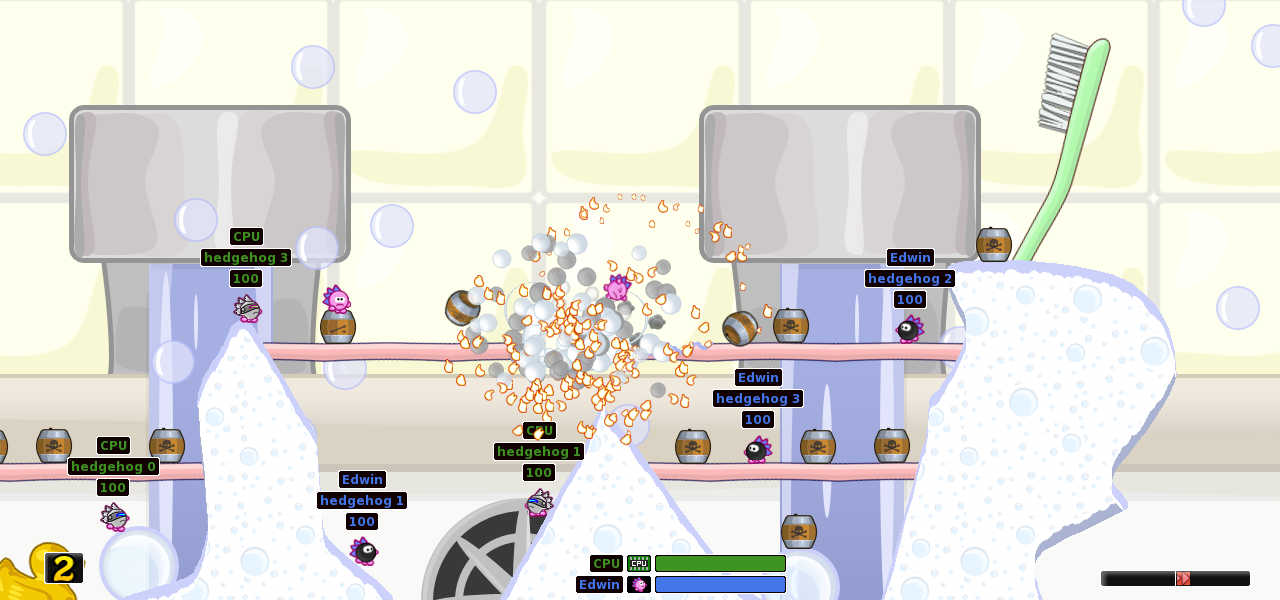
Один из уровней игры

Источником вдохновения разработчиков послужила серия игр Worms Armagedon. В итоге, игра заимствовала из неё множество аспектов.
Несколько команд, состоящих из ёжиков, пытаются уничтожить друг друга при помощи разнообразного оружия. Команды ходят только последовательно, на каждый ход даётся определённое время. Во время игры даются бонусы, открывается новое оружие.

### Оружие
В распоряжении игрока находится более 50 видов оружия, включая динамит, базуку, бейсбольную биту, телепорт, напалм, камикадзе, арбузную бомбу, гранату, ружьё и другие. Оружие и множество параметров настраивается через меню выбора оружия. Большинство оружия, посредством взрывов, искажают местность, отрывая от неё куски. Оружие также наносит урон ёжикам, основанный на том, какое оружие используется, и как оно попадает в ёжика. Урон засчитывается по окончании хода.

### Ландшафт
Ландшафт островов представляет собой зависшие над водой куски земли или ограниченную пещеру с водой на дне.

### Ёжики
Персонажи игры представляют собой настраиваемых розовых ежей. Команды могут иметь разные голоса, форты, каждый ёж может выглядеть по-своему за счёт надеваемых «шляп». Шляпами являются изображения, используемые для изменения внешнего вида ежа. Названия отдельных ежей или команд также могут быть изменены. Ёж умирает, если его здоровье падает до нуля или если он попадает в воду. Из последнего случая есть два исключения: 1) ёж в летающей тарелке может плавать под водой, пока не кончится горючее; 2) при достаточно высокой скорости и малом угле между направлением движения ежа и поверхностью воды ёж может отскочить от неё (этот принцип также лежит в основе так называемых «блинчиков»), чем пользуются опытные игроки при передвижении с верёвкой.

### Режимы игры
Несколько игроков могут сыграть против друг друга, как правило, каждый из них с помощью одной команды. В настоящее время существует четыре игровых режима: тренировка, против компьютера, Hot-seat или сетевая игра (если все игроки используют одинаковую версию игры). Последние два режима могут быть совмещены путём добавления одному из сетевых игроков нескольких команд, которые будут использоваться несколькими игроками как при Hot-seat.

### Распространённость
В феврале 2009 года количество скачиваний игры с зеркала gna.org было больше, чем у Wormux.

## Разработка
Hedgewars разрабатывается на различных языках программирования, в том числе: Free Pascal для движка, C++ для GUI, Haskell для сервера, Lua как скриптовый язык в картах.
Кроме того, графический интерфейс написан с использованием библиотек SDL и Qt4.

### Разработчики
Основные разработчики:
- unC0Rr — создатель игры,
- displacer (с 2008 года, ныне неактивен),
- nemo (с 2008 года, до сих пор),
- koda — поддержка версий для iOS и OS X,
- sheepluva,
- Henek (с 2009 года, до сих пор),
- mikade — разработчик игровых миссий,
- Xeli — создатель версии для Android,
- szczur — перевод на польский,
- burp — разработчик API (c 2008 года, до сих пор),
- Wuzzy — скрипты и т. д. (ранее доброволец, в команде с 2017 года).

## Факты
- Карта Lonely Island напоминает одноимённую карту из игры Wormux.